# Cem Ertur
Cem Ertur, né le 17 mars 1962 à Ankara (Turquie) et mort le 9 octobre 2016 à Orléans, est un économiste et universitaire français, doyen de la faculté de droit, d'économie et de gestion d'Orléans de 2013 à 2016.

## Biographie
Né à Ankara, Cem Ertur est marié et père d'un enfant. Il meurt d'un cancer le 9 octobre 2016 à Orléans.

### Études
Après avoir obtenu sa maîtrise d'économétrie à l'université de Bourgogne en octobre 1985, Cem Ertur y obtient un diplôme d'études approfondies en analyse et politiques économiques en novembre 1986 avant d'y soutenir, le 9 juin 1992, sa thèse de doctorat en sciences économiques (spécialité économétrie) intitulée Tests de non-stationnarité : application au PIB réel. Le 21 mai 2002, il obtient son habilitation à diriger des recherches portant sur « Temps et espace en économétrie appliquée ».

### Carrière dans l'enseignement supérieur
D'abord professeur assistant au département de finance de l'université de Neuchâtel entre 1993 et 1994, Cem Ertur est nommé maître de conférences en 1994 et exerce à l'université de Bourgogne avant de rejoindre, en 2006, l'université d'Orléans. Membre du Laboratoire d'économie d'Orléans, il devient professeur des universités en septembre 2007. Il enseigne alors l'économétrie, l'économétrie spatiale, la statistique et l'exploration de données en licence et en master.
Cem Ertur est membre de l'Association française de sciences économiques, de la Econometric Society, de la European Economic Association et de la Regional Science Association International.

## Responsabilités administratives
Au niveau national, Cem Ertur est membre du Conseil national des universités de 2007 à 2011 et expert agréé auprès de l'Agence d'évaluation de la recherche et de l'enseignement supérieur entre 2007 et 2016.
Au niveau local, il est vice-doyen chargé des affaires financières de l'UFR sciences économiques et de gestion de l'université de Bourgogne entre 2001 et 2005. Par la suite, il est directeur-adjoint de l'Institut d'économie d'Orléans entre 2008 et 2011, membre du conseil scientifique de l'université d'Orléans de 2012 à 2016 et doyen de la faculté de droit, d'économie et de gestion de juin 2013 à sa mort en octobre 2016. L'historien du droit et politologue Pierre Allorant lui succède à partir du 17 novembre 2016. Cem Ertur a été candidat à la présidence de l'université d'Orléans en 2016.

## Cem Ertur Prize
Un « prix international Cem Ertur » a été créé en 2017 pour distinguer les travaux de jeunes chercheurs en économétrie spatiale, discipline pour laquelle l'apport de Cem Ertur a été très important. Ce prix, destiné à honorer sa mémoire, est décerné chaque année au cours d'un international workshop in spatial Econometrics and statistics.

## Publications

### Ouvrage
- Cem Ertur, N. Debarsy, S. Cordier, F. Nemo et al., Understanding interactions in complex systems. Toward a science of interaction, Cambridge, Cambridge scholar publishing, 2017

### Contributions à des ouvrages collectifs
- “Regional Growth and Convergence: Heterogenous reaction versus interaction in spatial econometric approaches”, avec J. Le Gallo, Chapitre 19, p. 374-388, Regional Dynamics and Growth: Advances in Regional Economics, R. Capello et P. Nijkamp (Eds.), Edward Elgar, 2009.
- “Disparités régionales et interactions spatiales dans l’Europe élargie”, avec W. Koch, chap. 3, p. 71- 105, in Convergence et dynamique d’innovation au sein de l’Espace Européen, H. Capron (Ed.), Éditions De Boeck, Bruxelles, 2006.
- “An Exploratory Spatial Data Analysis of European Regional Disparities, 1980-1995”, avec J. Le Gallo, Chap. 2, p. 55-98, in European Regional Growth, Fingleton B. (Ed.), Advances in Spatial Science series, Springer, 2003.
- “A Spatial Econometric Analysis of Convergence across European Regions, 1980-1995”, avec C. Baumont et J. Le Gallo, Chap. 3, p. 99-130, in European Regional Growth, Fingleton B. (Ed.), Advances in Spatial Science series, Springer, 2003.
- “Spatial Convergence Clubs and the European Regional Growth Process, 1980-1995”, avec C. Baumont et J. Le Gallo, Chap. 4, p. 131-158, in European Regional Growth, Fingleton B. (Ed.), Advances in Spatial Science series, Springer, 2003.
- “Méthodes récursives”, avec M.C. Pichery, in Dictionnaire des Sciences Économiques, sous la direction de C. Jessua, C. Labrousse et D. Vitry, p. 790-793, PUF, Paris, 2001.

### Articles
- “Weak and Strong cross sectional dependence: a panel data analysis of international technology diffusion”, avec A. Musolesi, Journal of Applied Econometrics, vol. 32, issue 3, April-may 2017
- “Dual gravity: Using spatial econometrics to control for multilateral resistance”, avec K. Behrens et W. Koch, Journal of Applied Econometrics, 27:5, 773-794, 2012.
- “Interpreting dynamic space-time panel data models”, avec J. LeSage et N. Debarsy, Statistical Methodology, 9:1/2, 158-171, 2012.
- “A Contribution to the Theory and Empirics of Schumpeterian Growth with Worlwide Interactions”, avec W. Koch, Journal of Economic Growth, 16:3, 215-255, 2011.
- “Testing for Spatial Autocorrelation in a Fixed Effects Panel Data Model”, avec N. Debarsy, Regional Science and Urban Economics, 40:6, 453-470, 2010.
- “Growth, Technological Interdependence and Spatial Externalities: Theory and Evidence”, avec W. Koch, Journal of Applied Econometrics, 22:6, 1033-1062, 2007.
- “Local versus Global Convergence in Europe: A Bayesian Spatial Econometric Approach”, avec J. LeSage et J. Le Gallo, Review of Regional Studies, Volume 37:1, 82-108, 2007.
- “Regional Disparities in the European Union and the Enlargement Process: An Exploratory Spatial Data Analysis, 1995-2000”, avec W. Koch, Annals of Regional Science, 40:4, 723-765, 2006.
- “Clubs de convergence et effets de débordements géographiques : une analyse spatiale sur donn ́ees r ́egionales europ ́eennes, 1995-2000”, avec C. Baumont et J. Le Gallo, Économie et Prévision, 173, 111-134, 2006.
- “The European Regional Convergence Process, 1980-1995: Do Spatial Regimes and Spatial Depen- dence Matter?”, avec C. Baumont et J. Le Gallo, International Regional Science Review, 29, 3-34, 2006.
- “On the Property of Diffusion in the Spatial Error Model” avec C. Baumont, S. Dallerba et J. Le Gallo, Applied Economics Letters, 12, 533-536, 2005.
- “Analyse exploratoire des disparités régionales dans l’Europe élargie”, avec W. Koch, Région et Développement, n ̊21, 65-92, 2005.
- “Spatial Analysis of Employment and Population: The Case of the Agglomeration of Dijon, 1999”, avec C. Baumont et J. Le Gallo, Geographical Analysis, vol. 36, 146-176, 2004.
- “Exploratory Spatial Data Analysis of the Distribution of Regional per capita GDP in Europe, 1980-1995”, avec J. Le Gallo, Papers in Regional Science, vol. 82, n ̊2, p. 175-201, 2003.
- “Valuation Effects of Listing on a Forward Stock Market: Evidence from France”, avec J.F. Backmann et M. Dubois, European Financial Management, vol. 8, n ̊4, p. 479-494, 2002.
- “Estimation des effets de proximité dans le processus de convergence régionale : une approche par l’économétrie spatiale sur 92 régions européennes, 1980-1995”, avec C. Baumont et J. Le Gallo, Revue d’Économie Régionale et Urbaine, n ̊2, p. 203-216, 2002.
- “Impact de l’intervalle d’échantillonnage sur les tests d’efficience : application au marché franc ̧ais des actions”, avec H. Alexandre, Finance, vol. 15, n ̊2, p. 7-27, 1994.